# Aplocera iranica
Aplocera iranica là một loài bướm đêm trong họ Geometridae.